# Wurdulak
I Wurdulak sono un supergruppo black metal norvegese, formatosi nel 2000.
Hanno all'attivo svariati split e 2 album registrati in studio, di cui l'ultimo, Severed Eyes of Possession del 2002.

## Formazione

### Formazione attuale
- Killjoy - voce
- Maniac - voce
- Ihizahg - chitarra
- Fug - chitarra
- Iscariah - basso
- Jehmod - batteria

### Componenti passati
- Frediablo - chitarra

## Discografia
- 2001 - Creature Feature (Split)
- 2001 - Ceremony in Flames
- 2002 - Creature Feature Vol. 2 (Split)
- 2002 - Severed Eyes of Possession
- 2005 - Gorelord / Wurdulak - Drunk, Damned & Decayed (Split DVD)